# Quốc kỳ Lào
Quốc kỳ Lào (tiếng Lào: ທຸງຊາດລາວ) bắt đầu sử dụng từ ngày 2 tháng 12 năm 1975. Đây cũng là lá cờ mà chính phủ Pathet Lào sử dụng năm 1945.
Lá cờ này hình chữ nhật, tỷ lệ hai cạnh là 2:3. Lá cờ được chia thành 3 dải ngang gồm một dải màu xanh ở giữa có chiều rộng bằng hai lần chiều rộng của hai dải màu đỏ ở phía trên và phía dưới. Ở giữa dải xanh có một hình tròn màu trắng (đường kính bằng 4/5 chiều rộng dải xanh).
Màu đỏ trên lá cờ tượng trưng cho máu của người Lào đã hy sinh cho độc lập, còn màu xanh tượng trưng cho sự thịnh vượng của đất nước. Hình tròn trắng tượng trưng cho sự thống nhất đất nước, đồng thời là hình ảnh mặt trăng soi sáng sông Mekong.

## Lịch sử
Từ năm 1952 đến 1975, Chính phủ Hoàng gia Lào sử dụng lá cờ nền đỏ có 3 đầu voi màu trắng ở giữa (voi màu trắng là biểu tượng của hoàng gia Lào còn số 3 tượng trưng cho 3 vương quốc đã hợp thành Vương quốc Lào gồm Viêng Chăn, Luang Phrabang và Champasak). Ba đầu voi này được đặt trên bệ gồm 5 bậc tượng trưng cho luật pháp. Và ở trên đầu voi là nón hình chóp gồm 9 tầng cũng là biểu tượng của hoàng gia.
Trước đó, từ năm 1893 đến 1952, khi Pháp chiếm Lào và Lào trở thành một phần của Liên bang Đông Dương, Lào sử dụng lá cờ nền đỏ có 3 đầu voi màu trắng ở giữa kèm theo lá cờ Pháp ở góc phía trên bên trái.
Sau Nội chiến Lào năm 1975, Chính phủ Lào sử dụng lá cờ được chia thành 3 dải ngang gồm một dải màu xanh ở giữa nền đỏ có chiều rộng bằng hai lần chiều rộng của hai dải màu đỏ ở phía trên và phía dưới. Ở trung tâm dải xanh có một hình tròn màu trắng. Đây cũng là lá cờ mà chính phủ Pathet Lào sử dụng năm 1945 cho đến năm 1975.

## Các lá cờ trước

### Thời tiền Pháp thuộc

Quốc kỳ Vương quốc Luang Phrabang (1707–1893)
Quốc kỳ Vương quốc Champasak
Quốc kỳ Vương quốc Viêng Chăn

### Thời Pháp thuộc

Quốc kỳ Vương quốc Luang Phrabang (1893–1946)
Quốc kỳ Vương quốc Champasak (1713–1947)
Quốc kỳ Lào thuộc Pháp (1893–1952)

### Thời kỳ độc lập

Quốc kỳ Vương quốc Lào (1952–1975)
Quốc kỳ Cộng hòa Dân chủ Nhân dân Lào (1975–nay)